# Monts Cimins
Les monts Cimins (en italien Monti Cimini) sont un ensemble montagneux d'origine volcanique d'Italie faisant partie des Apennins, dans la province de Viterbe du Latium. Les monts Cimins, les monts Volsins et les monts Sabatins font partie de l'Antiappennino laziale.

## Géographie

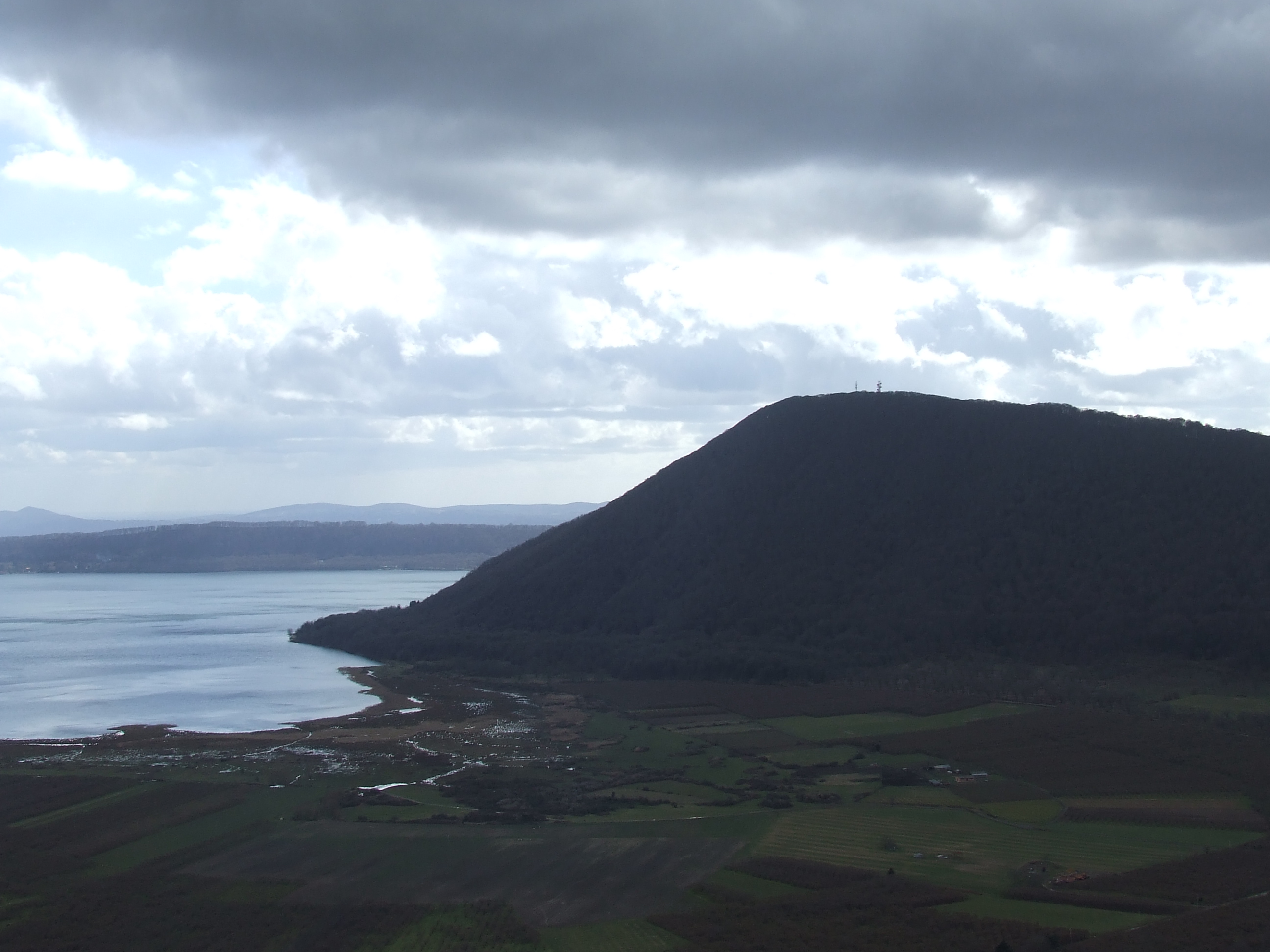
Vue du mont Fogliano et du lac de Vico.

Les monts Cimins, dont la partie nord est plus élevée et plus escarpée qu'au sud, constituent les restes du pourtour de deux systèmes volcaniques :
- le volcan Cimino, le plus ancien avec :
  - le mont Cimino (it) (altitude 1 053 mètres), situé dans la commune de Soriano nel Cimino ;
- le volcan Vicano, plus récent, avec :
  - le mont Fogliano (it) (altitude 963 mètres) ;
  - le Poggio Nibbio (altitude 896 mètres) ;
  - le mont Venere (it) (altitude 851 mètres), dont le lac de Vico occupe la caldeira.

Dans l'Antiquité le mont Venere se présentait probablement comme une île lacustre et a pris son aspect actuel à la suite de l'ouverture par les Étrusques de l'émissaire artificiel du rio Vicano qui a permis l'abaissement du niveau d'eau.
Les principales localités des monts Cimins sont Soriano nel Cimino, la plus grande, Ronciglione, Caprarola, Canepina et San Martino al Cimino (frazione de Viterbe).